# Vittorio Chierroni
Vittorio Chierroni (né le 26 mai 1917 à Abetone, dans la province de Pistoia, en Toscane et mort le 29 juillet 1986) est un skieur alpin italien.

## Biographie
Vittorio Chierroni fut le porte-drapeau de l'équipe italienne lors de la cérémonie d'ouverture des Jeux olympiques à Saint-Moritz, en 1948.

## Palmarès

### Arlberg-Kandahar
- Vainqueur du slalom 1948 à Chamonix